# Liste de jeux Coleco Adam
La liste de jeux Coleco Adam répertorie les jeux vidéo compatibles avec l'ordinateur personnel Coleco Adam.

## Liste de jeux Coleco Adam
- Adventure Pack I
- Adventure Pack II
- A.E.
- Alcazar: The Forgotten Fortress
- America At War
- Appian
- Bounty Hunter (disquette)
- Castle of Doom
- Data Keeper (disquette)
- Diablo (disquette)
- Dragon's Lair
- Dragons Cavern
- Fathom
- Flash Card Trivia
- Geometry I
- Geometry II
- Keyman
- Paint Master
- States & Capitals
- Strategy Pack I (disquette)
- Super Game Pack I
- Super Game Pack II
- Trek (disquette)
- War Room
- Zaxxon Super Game

## Jeux compatibles Coleco Adam et ColecoVision
- Black Gold
- Buck Rogers: Planet of Zoom
- Choplifter
- Coleco Tennis
- The Dam Busters
- Donkey Kong
- Donkey Kong Jr.
- The Dukes of Hazzard
- H.E.R.O.
- Nova Blast
- Pitfall II: Lost Caverns
- Q*Bert's Qubes
- River Raid
- Rock N' Bolt
- Tapper
- Tutankham
- Wing War
- Zaxxon